# Les Écorces
Les Écorces település Franciaországban, Doubs megyében. Lakosainak száma 766 fő (2022. január 1.). Les Écorces Maîche és Fournet-Blancheroche községekkel határos.

## Népesség
A település népességének változása:
| Lakosok száma | 346  | 378  | 452  | 570  | 687  | 710  | 718  | 736  | 745  | 766  |
|               | 1968 | 1982 | 1990 | 2006 | 2013 | 2015 | 2017 | 2019 | 2020 | 2022 |